# Santervás de Campos
Santervás de Campos es un municipio y localidad española al norte de la provincia de Valladolid, en la comunidad autónoma de Castilla y León. Situado en la comarca natural de Tierra de Campos, cuenta con una población de 108 habitantes (INE 2024). Por esta localidad pasa el Camino de Santiago de Madrid.

## Geografía

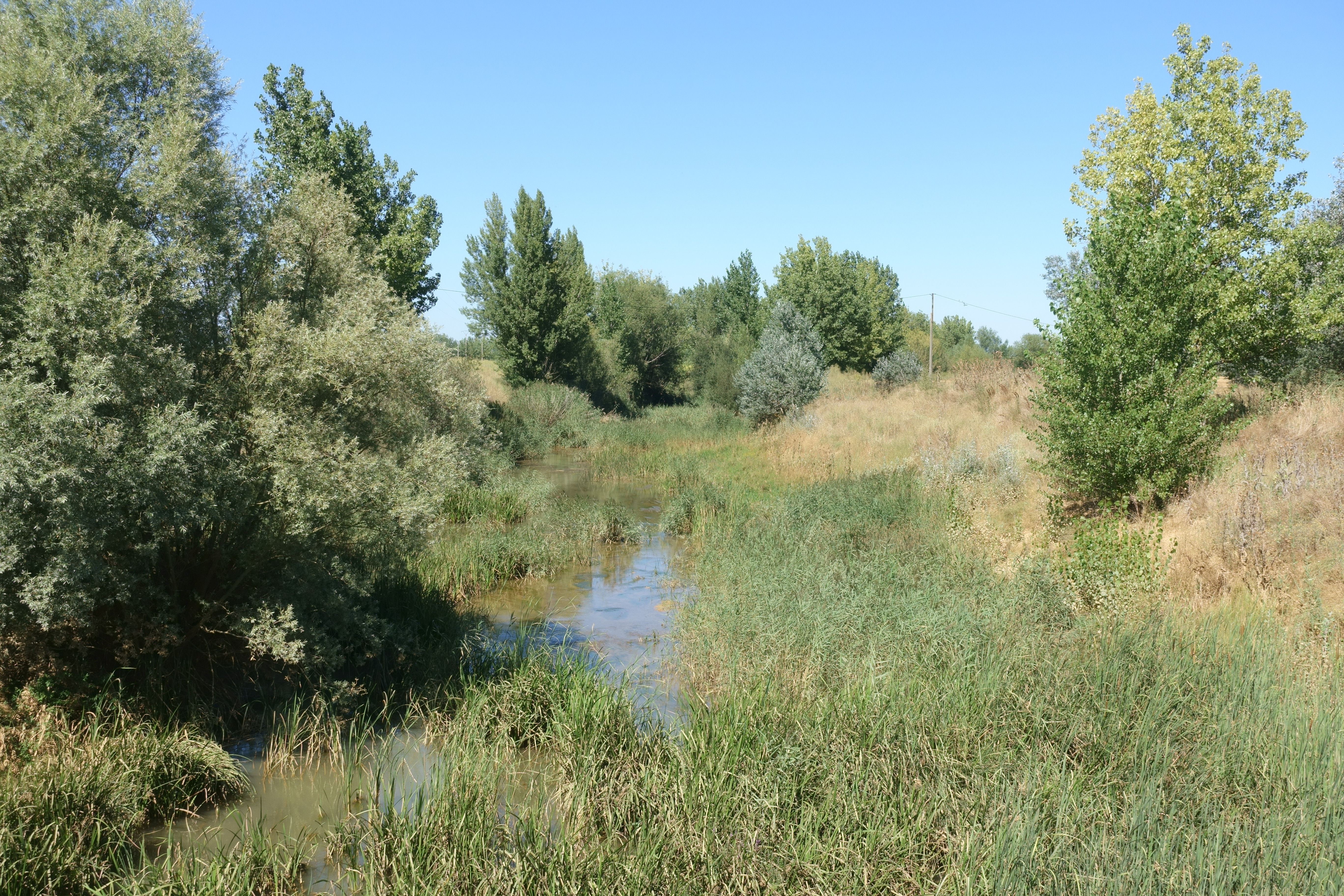
El río Valderaduey a su paso por la localidad

Parte de su término municipal está integrado dentro de la Zona de especial protección para las aves denominada La Nava - Campos Norte perteneciente a la Red Natura 2000.

## Historia
Entrando el siglo VIII, la comarca de Tierra de Campos estaba prácticamente deshabitada. Es a comienzos del siglo IX cuando comienza el repoblamiento con oriundos de la montaña y mozárabes.
En una relación de lugares mencionados por primera vez en el siglo XI vemos aparecer Villa Citti, posiblemente constituido a finales del X o inicios del XI. A comienzos del siglo XII ya figura como alberguería u hospital, cediendo su nombre, en parte, al de Sant Herbás. Esto significaría que el albergue funcionaba como comunidad cristiana con clérigos monjes, resumiendo en el nombre parroquia y lugar, en honor de los santos mártires del siglo II, Gervasio y Protasio.
El sitio exacto del albergue y el motivo de su ser están atestiguados por diversos documentos de la época y posteriores: En 985, Bermudo II confirma a la sede legionense unas villas en los Campos Góticos, en los valles de Araduey y Cea, en Valmadrigal. En 1066 se constituye Villa Citti como alberguería y en 1130 la villa es Villa Citti y la parroquia San Gervasio.
Importante para el lugar fue el histórico momento de la firma de la donación que Sancha hizo a la abadía de Sahagún del priorato de Santervás y su hacienda. Aquí empieza la verdadera historia documentada de Santervás. Con asesoramiento y permiso de su hermano Alfonso VII, cede a Sahagún su usufructo sin propiedad. El abad de Sahagún sería el señor del lugar, que nombraría o cesaría al superior de San Gervasio. La donación era tan piadosa como interesada, porque reportaba a la infanta 250 maravedíes de oro. Pero el protocolo de firmas hace historia por los personajes que intervienen: el primado de Toledo, los obispos de Segovia, Palencia, el electo de Oviedo, el arzobispado compostelano, el de Mondoñedo, los condes Rodrigo Martínez, Suero Vermúdez, altos cargos palatinos, mayordomos, merinos y otros nombres de relieve en tierras leonesas. Se firma en el monasterio de Sahagún el 15 de mayo de 1130. Quizá el tiempo diga algún día los secretos que acompañan al priorato benedictino de Santervás, que se incendió la noche del 19 al 20 de noviembre de 1844.
Antes de la división actual de provincias, que data más o menos inalterable de 1833, la parroquia de Santervás de Campos llegó a pertenecer a la diócesis de Palencia según la antigua división de provincial históricas de la Corona de Castilla, y la posterior división provincial (o intendencias) de los Austrias.
En los siglos XVI y XVII, en los que varios vecinos de Santervás de Campos marcharon a América. Marcos de Escobar, en 1626, a Perú; o Hernán Ponce, en 1511.
La localidad ha ido perdiendo población e importancia hasta convertirse en un pequeño pueblo, aunque en el pasado nacieron en ella importantes personas, como el conquistador Juan Ponce de León, descubridor de la Florida.
En enero de 2010, Santervás de Campos presentó su candidatura para albergar el Almacén Temporal Centralizado de Residuos Nucleares (ATC). Durante los meses siguientes hubo diversos actos en contra de la instalación del ATC en Tierra de Campos promovidos por la plataforma anticementerio nuclear Tierra de Campos Viva.
El 21 de enero de 2011, el gobernador de Puerto Rico, Luis Fortuño, presidió una ceremonia para celebrar el quinto centenario de la primera gobernación de la isla, desarrollada por el descubridor y conquistador Juan Ponce de León, oriundo de la localidad, y se descubrió una estatua del personaje que quedó instalada en la nueva plaza de Puerto Rico.

## Demografía
Cuenta con una población de 108 habitantes (INE 2024).
| Gráfica de evolución demográfica de Santervás de Campos entre 1842 y 2021 |
| |
| Población de derecho según los censos de población del INE. Población de hecho según los censos de población del INE. Entre el censo de 1981 y el anterior, crece el término del municipio porque incorpora a Villacreces y Zorita de la Loma |

## Comunicaciones
La principal vía de acceso a la localidad es la VP-4013 que une las localidades de Melgar de Arriba y Villacarralon, no obstante la VA-932 que comunica Villada con Becilla de Valderaduey pasa muy cerca de la localidad y a través de ella se accede a la citada VP-4013 para dirigirse a la localidad.

## Símbolos
El escudo heráldico y la bandera del municipio de Santervás de Campos fueron aprobados por su ayuntamiento el 10 de mayo de 2012.
Escudo

Escudo tajado. Primero de gules, una venera de plata surmontada de espada y bastón de lo mismo puestos en sotuer; segundo de azur, una nao de plata de tres palos y velas desplegadas. Al timbre corona real española.

Bandera

Bandera rectangular, de proporciones 2:3, formada por un aspa completa blanca, siendo azules los triángulos superior e inferior y rojos los del asta y del batiente, cargada brochante al centro con el escudo municipal, en sus colores.

## Administración y política

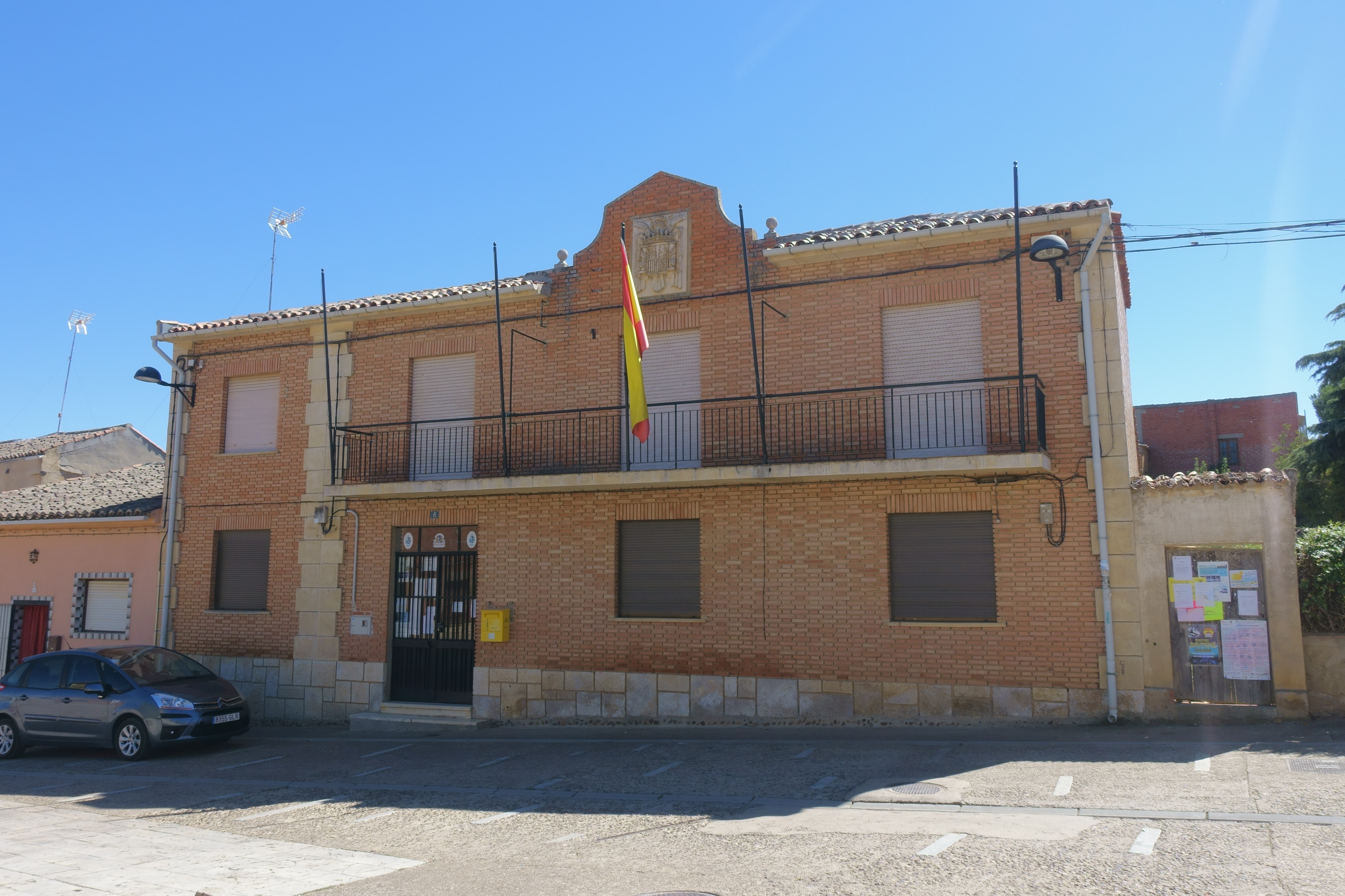
Casa consistorial

Actual distribución del Ayuntamiento
| Partido Popular (PP)  | 4 |
| Santervas Decide (SD) | 1 |

El actual alcalde Santiago Baeza Benavides lleva al mando del ayuntamiento desde hace más de 20 años y actualmente es concejal en la Diputación de Valladolid del servicio de Extinción de incendios.

## Cultura

### Patrimonio

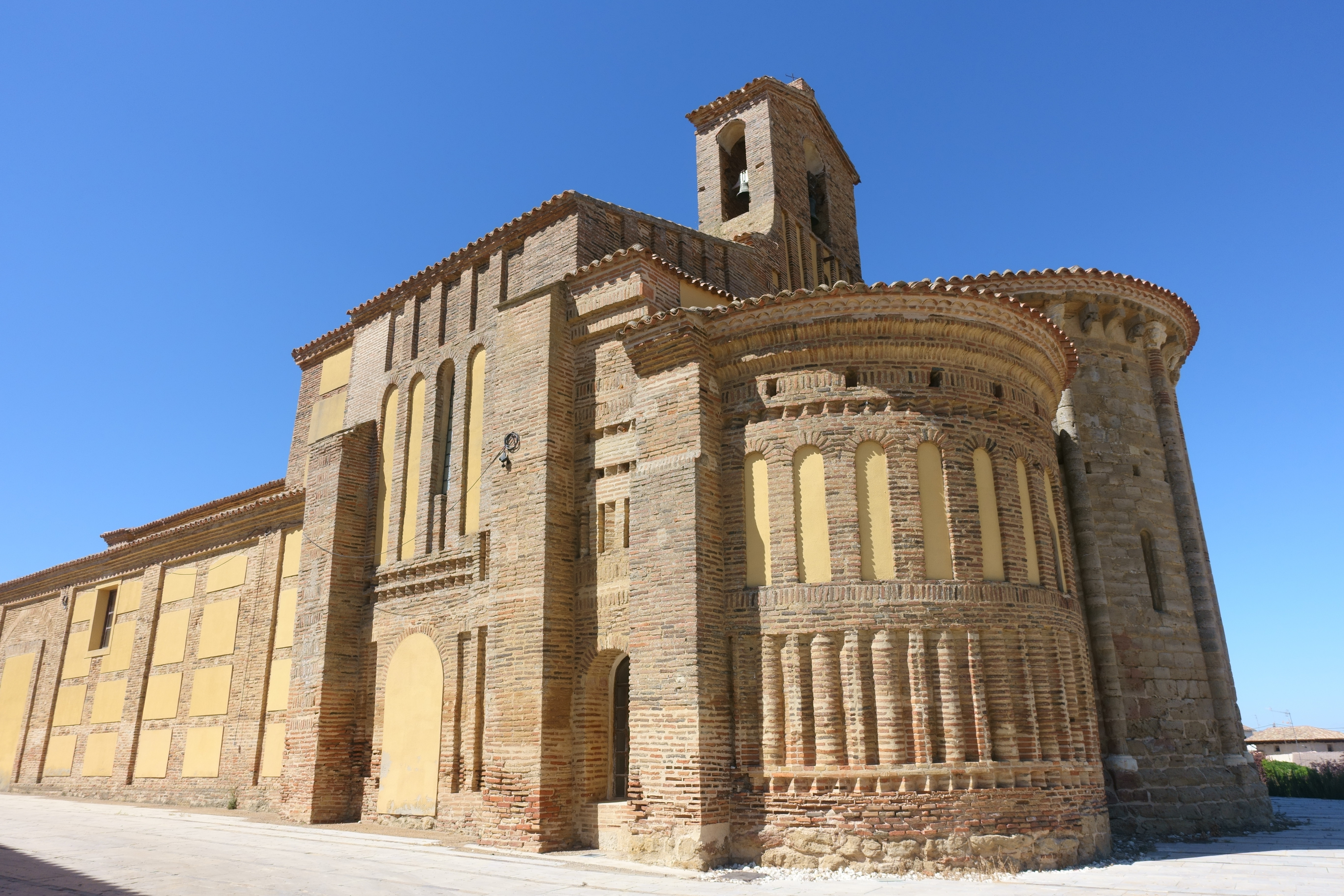
Iglesia de San Gervasio y San Protasio, cabecera

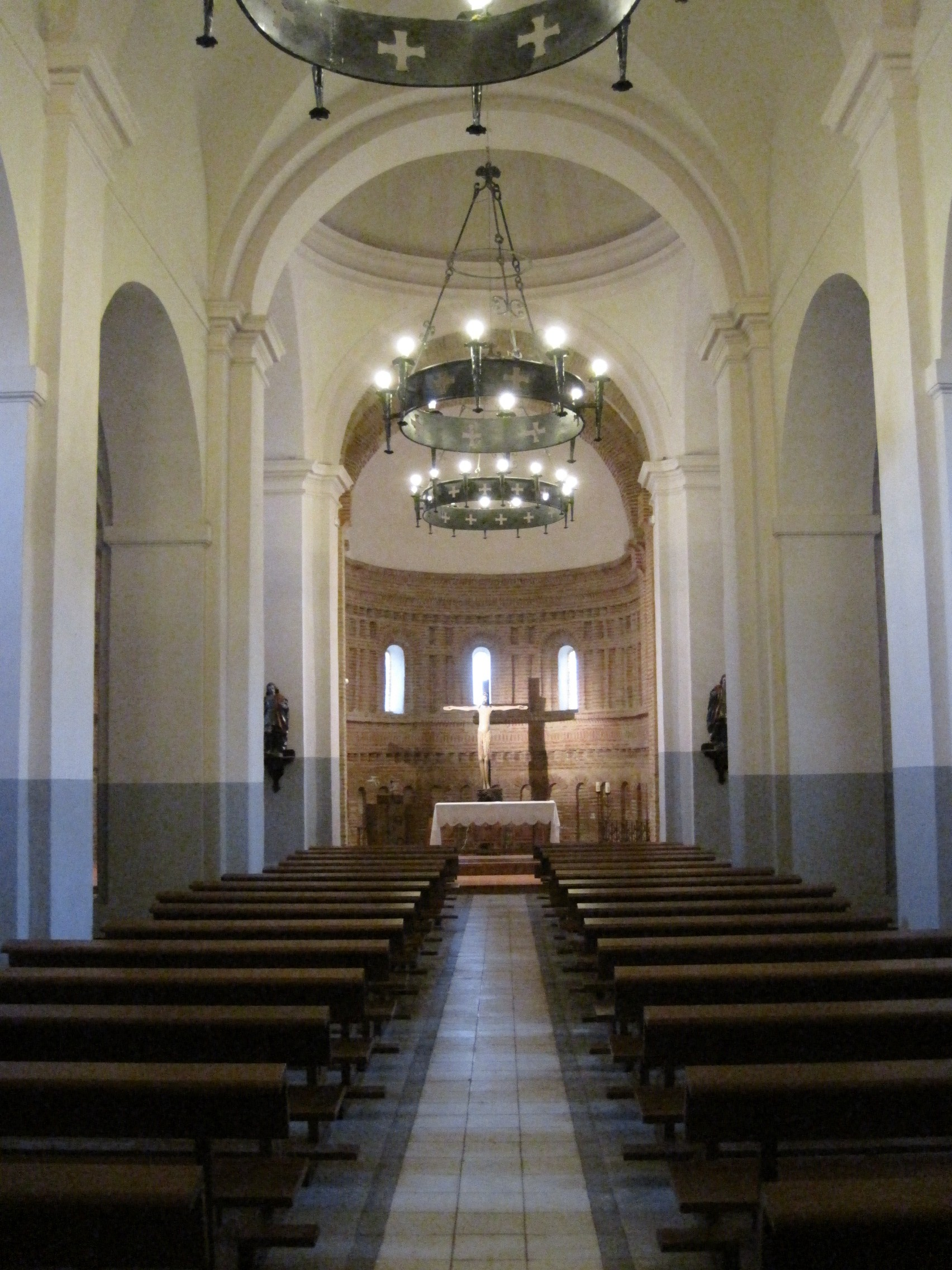
Interior de la iglesia de San Gervasio y San Protasio

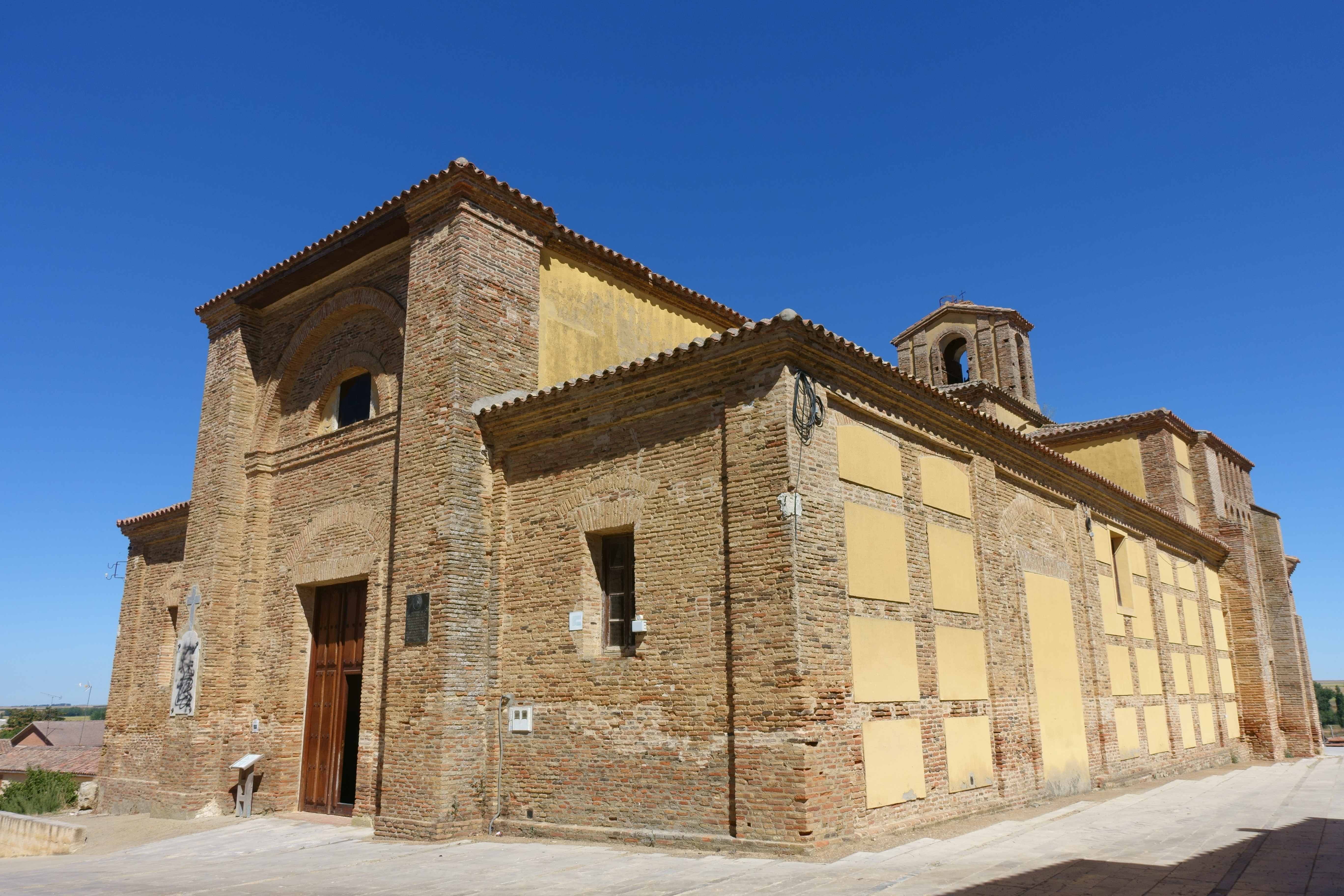
Iglesia de San Gervasio y San Protasio
La iglesia de San Gervasio y San Protasio es una excelente muestra del arte mudéjar castellano. Lo más destacado son sus tres ábsides de estilo románico-mudéjar, el central construido en piedra y los laterales con ladrillo, al igual que el resto del templo. Estos ábsides se construyeron en el último cuarto del siglo XII y están decorados, exterior e interiormente, con arquillos ciegos, frisos denticulados y otros motivos ornamentales.
Según Francisco Antón: «En la primera mitad del siglo XII (pero pudiera retrasarse hasta antes de mediar el XII) se edifica el templo con una nave y un solo ábside, torneado de piedra y acompañado de columnas puramente decorativas, demasiado finas para su altura. Se remata el ábside con hermosos capiteles y canecillos que muestran extrañas figuras. [...] Es de albañilería rural llena de arte, de belleza y de originalidad, y única y típicamente española. [...] Por el ábside central, esa iglesia entra en la serie de románicas rurales. Por la obra de albañilería morisca (mudéjar), se destaca valientemente entre sus hermanas, y lo mejor de ella le vendría de la escuela de Sahagún, aunque no poco de la muestra hace recordar obras toresanas».

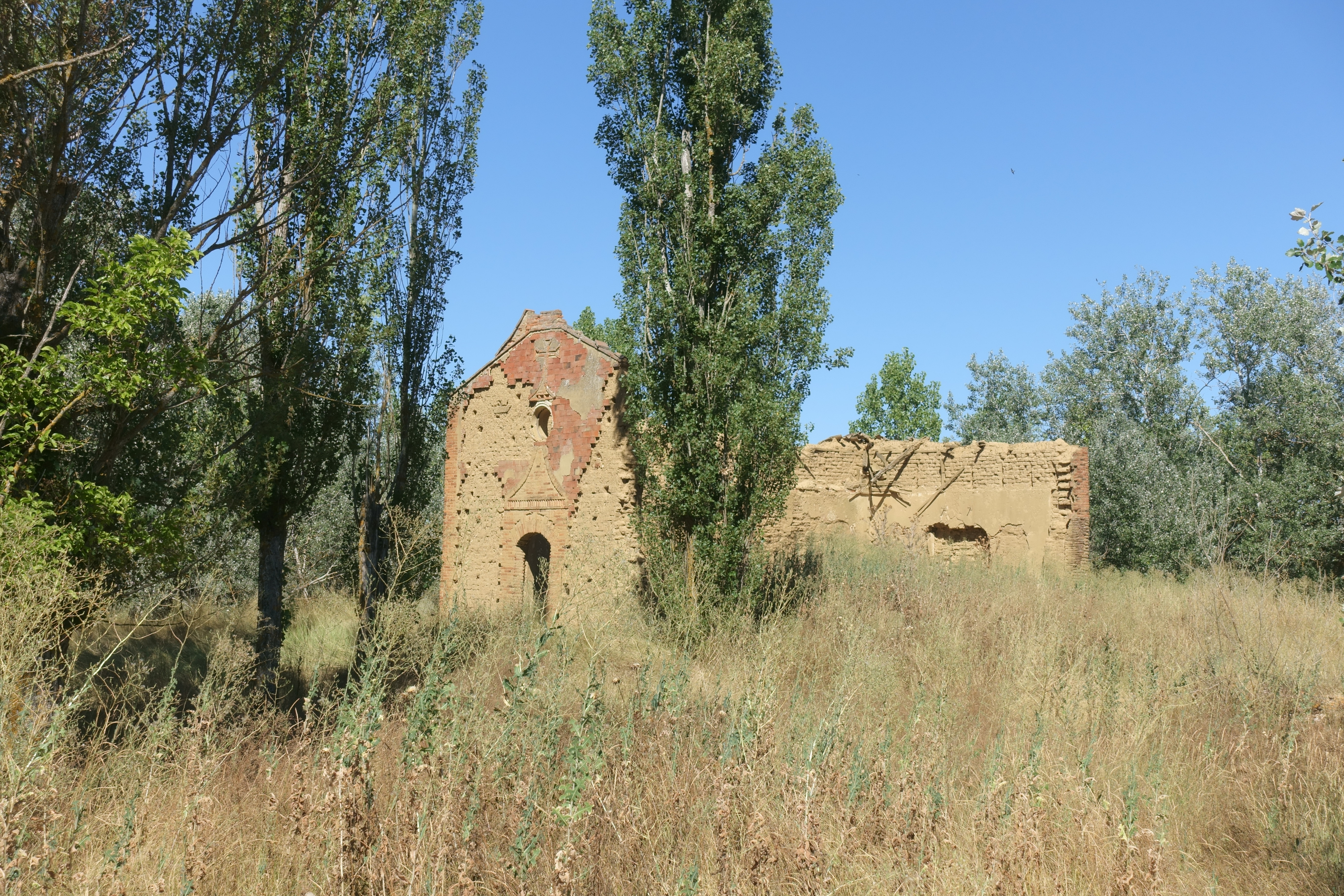
Ermita del Cristo de la Misericordia
Situada junto al cauce del río Valderaduey, en este edificio se veneraba el Santísimo Cristo de la Misericordia, restaurado por las Edades del hombre, y que se venera en la iglesia parroquial. 

### Museo Ponce de León

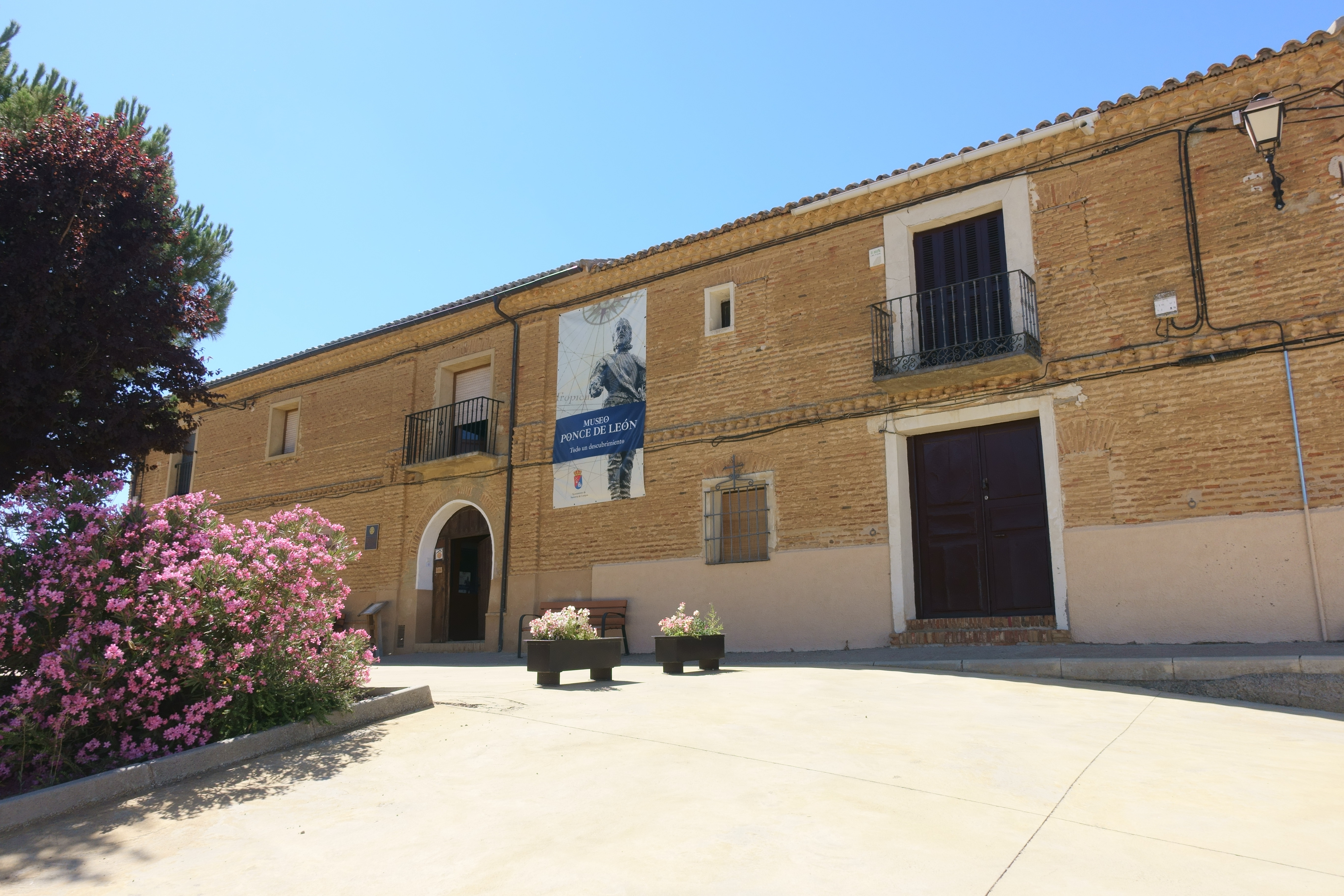
Museo Ponce de León

Inaugurado el 21 de junio de 2017, se encuentra situado en la bodega de un antiguo convento del siglo XVII. Está basado en el libro Retablo de Ponce de León del escritor Enrique Sánchez Goyanes y ha sido diseñado por Raúl Gómez Paniagua. Se trata de un viaje en el tiempo que comienza en Santervás de Campos, cuna de Juan Ponce de León. A partir de ahí, avanzar por el museo es adentrarse en los siglos XV y XVI, conociendo el momento histórico y las circunstancias que lo rodearon. La decoración del museo recrea el mobiliario y la forma de vida de aquel entonces.

### Fiestas
- La Tortillada del día de San Blas. 3 de febrero.
- Santos Gervasio y Protasio. 19 y 20 de junio (fiestas patronales). El 19 de junio.- San Gervasio y San Protasio: Antigua fiesta como el patronazgo mismo, ha llegado hasta hace unos años con repicar de vísperas y su salmodia en el coro. El pueblo todo hacía los honores al predicador recibiéndole junto al puentecillo de Valderaduey. Después, parroquia, autoridades y música entre cohetes y repiques subían a las Vísperas con harmonium.

Anocheciendo, se prendía la hoguera de San Gervasio, a la que se hacía corro con general regocijo.
Ya el día patronal, la madrugada se animaba de dulzaina y tamboril. Previa a la misa, salía la procesión patronal El mediodía caldeado de San Gervasio estaba transido de asados y aromas sabrosos. Y era sagrado cerrar mesa con postre de arroz con leche a la canela. Hasta el fresquillo de la madrugada resistían los compases del baile.
- Virgen del Pilar. 12 de octubre.
- Fiestas del Ausente: agosto, varias actividades culturales, lúdicas y festivas.
- Mercado Medieval del Camino de Santiago para dar a conocer el albergue de peregrinos del Camino de Madrid.

## Personas destacadas

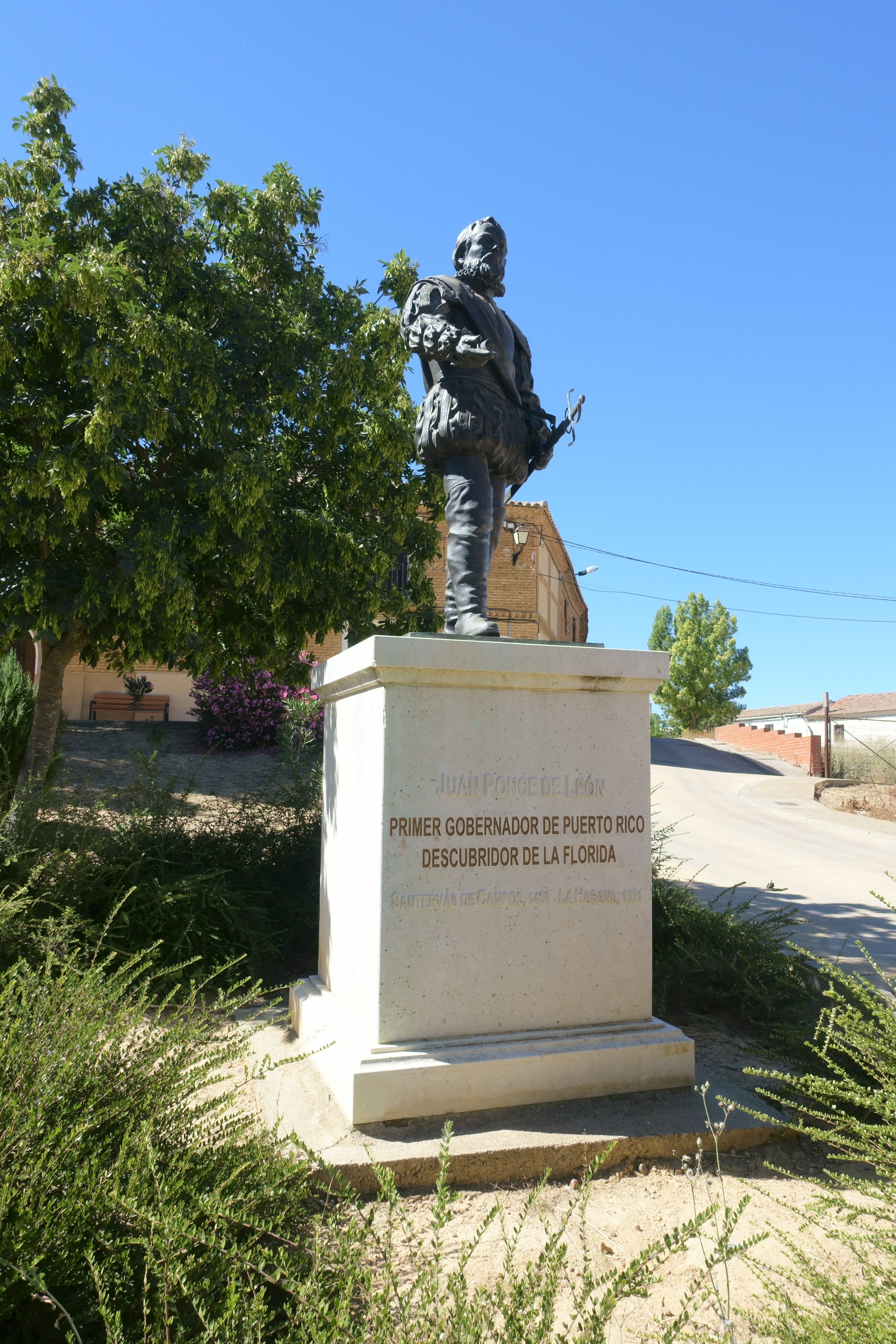
Monumento a Juan Ponce de León